# دوري آيسلندا الممتاز 1977
دوري آيسلندا الممتاز 1977 (بالآيسلندية: 1. deild karla í knattspyrnu 1977) هو الموسم 66 من  دوري آيسلندا الممتاز. أقيم خلال الفترة 7 مايو 1977 وحتى 25 أغسطس 1977، والذي يشرف على تنظيمه اتحاد آيسلندا لكرة القدم، وكان عدد الأندية المشاركة فيه  10، وفاز فيه ابروتاباندلاج أكرانيس.